# САО Западна Славонија
САО Западна Славонија, односно Српска аутономна област Западна Славонија, била је српска аутономна област на подручју Западне Славоније. Проглашена је 12. августа 1991. године. Врховни обласни органи били су Народна скупштина и Влада. Потом је 26. фебруара 1992. године укључена у састав Републике Српске Крајине, након чега је трансформисана у административну јединицу под називом Српска област Западна Славонија. У раздобљу између 1992. и 1995. године, локална обласна управа реорганизована у неколико наврата. У том периоду подручје Западне Славоније налазило се под заштитом УНПРОФОР-а. У пролеће 1995. године, ту област су запоселе снаге Републике Хрватске у склопу операције Бљесак.

## Историја
Доношењем уставних амандмана (25. јуна) и новог Устава Републике Хрватске, који је проглашен 22. децембра 1990. године, погоршан је положај Срба у Хрватској, што је у међувремену довело до јачања локалних снага које су се у претежно српским општинама залагале за политичку и територијалну аутономију српског народа у Хрватској.
Већ крајем 1990. године, међу Србима на подручју Западне Славоније дошло је до покретања локалних иницијатива за реорганизацију појединих општина. Пошто захтев за обновом раније општине Окучани није могао бити реализован, у српским местима на подручју општина Новска, Нова Градишка и Славонска Пожега је 20. јануара 1991. године одржано изјашњавање у циљу прикључења претежно српској Општини Пакрац. Иако је Скупштина Општине Пакрац већ 12. фебруара прихватила резултате народног изјашњавања, територијална реорганизација није могла бити озваничена услед погоршања опште политичке ситуације.
Када је Сабор Републике Хрватске  усвојио Резолуцију о прихваћању поступка за раздруживање СФРЈ (21. фебруара), Скупштина Општине Пакрац је 22. фебруара донела одлуку о одбацивању те резолуције, као и одлуку о уласку Општине Пакрац у састав САО Крајине. Иако је Уставни суд Републике Хрватске већ 28. фебруара ту одлуку поништио, процес изградње локалних српских органа на подручју Западне Славоније је настављен.
Након првог упада хрватских специјалних снага у Пакрац (2. марта) дошло је до општег погоршања безбедносних прилика на подручју Западне Славоније. Када је Република Хрватска 25. јуна прогласила самосталност у односу на СФРЈ, представници српског народа са подручја Славоније, Барање и Западног Срема су истога дана на Великој народној скупштини, која је одржана у Борову Селу, прогласили стварање посебног политичког ентитета, који је назван: Аутономна област Славонија, Барања и Западни Срем (АОСБЗС). Иако је том приликом било предвиђено да ће новостворена аутономна област обухватати и Западну Славонију, то није могло бити реализовано у пракси, тако да је недуго потом покренута иницијатива за стварање посебне САО Западне Славоније, која је проглашена 12. августа, након чега су конституисани и њени привремени органи власти, Народна скупштина (председник: Вељко Вукелић) и Влада (председник: Вељко Џакула).
У то време, српске снаге, потпомогнуте ЈНА, заузеле су Окучане и Дарувар, и тиме створиле опасност по хрватску страну да изгуби контролу над Славонијом. Следећих месеци су уследиле жестоке борбе за Пакрац. Када је заузето подручје Пакраца, већина Хрвата је напустила град. Хрватске снаге су 30. октобра (1991) отпочеле две операције, Откос 10 и Оркан 91, чији је циљ био да се заузму територије које су држали Срби. Хрватска војска је тада заузела источну Билогору, подручје Дарувара и Папука, а већина Срба је напустила ове просторе. Епархијско седиште у Пакрацу је тада разорено. Током тих операција почињени су злочини, на обе стране, а становништво је напуштало своје домове када би наишла „непријатељска“ војска.

### Интеграција у РСК
Услед напредовања хрватских снага, САО Западна Славонија је током јесени 1991. године сведена на ширу област око Окучана, уз масовно избеглиштво и протеривање српског народа од стране хрватских снага. У међувремену је 19. децембра у Книну дошло до проглашења Републике Српске Крајине (РСК), а затим је 24. децембра одржана и седница Народне скупштине САО Западне Славоније, која је због тешког стања у матичним областима морала бити одржана у Бањалуци. На тој седници донета је одлука о ступању САО Западне Славоније у састав РСК. Та одлука је могла бити реализована тек након подужег усаглашавања и бурних политичких расправа, након чега су 26. фебруара 1992. године усвојени амандмани на Устав РСК, чиме је САО Западна Славонија коначно интегрисана у састав РСК и трансформисана у регионалну административну јединицу под називом Српска Област Западна Славонија (СОЗС), која је имала обласни Статут (усвојен 18. априла 1992. године) и своје Обласно вијеће (формирано 10. маја), чији је први председник био Вељко Џакула (1992-1993), који је уједно био и потпредседник Владе РСК.

### Даруварски споразум
Почетком 1993. године дошло је до неслагања унутар руководства СОЗС поводом разних политичких питања, што се одразило и на односе са централним властима РСК у Книну. Тадашњи председник Обласног вијећа Вељко Џакула смењен је 11. фебруара са функције потпредседника Владе РСК, а уместо њега на ту функцију је именован Душан Витез. У то време, део руководства СОЗС на челу са Вељком Џакулом отпочео је преговоре са представницима хрватских власти поводом решавања разних локалних питања, за шта није постојала сагласност централних власти РСК у Книну. Упркос томе, Џакулина група је 18. фебруара 1993. године потписала Даруварски споразум са хрватским властима. Пошто је био припремљен у тајности, споразум је изазвао бурна политичка превирања у СОЗС, тако да није одобрен од стране РСК, нити је спроведен у дело. На седници Скупштине РСК која је одржана 20. априла у Окучанима донете су одлуке о разрешењу Џакулине групе са свих преосталих функција. Потом је 22. маја за новог председника Народне скупштине СОЗС изабран Ђорђе Дамјановић, a затим је 31. маја конституисано и ново Обласно вијеће СОЗС, за чијег је председника изабран Душан Витез, који је на тој дужности остао све до 1995. године.

### Окупација
Као најугроженији део РСК, Српска Област Западна Славонија била је прва на удару хрватских снага и окупирана је током операције Бљесак у мају 1995. године. Током те операције, преостало српско становништво је протерано (око 18.000 људи), а тада су се догодили и бројни злочини, укључујући и убиства цивила. У знак одмазде, председника РСК Милан Мартић је наредио ракетирање Загреба. Власти РСК су наставиле да то подручје сматрају привремено окупираним, све до пада РСК у августу 1995. године (операција Олуја). Потоња Влада РСК у прогонству наставила је да територију некадашње САО Западне Славоније сматра саставним делом окупиране РСК.

## Административне области
Територија Западне Славоније, која је била под заштитом УН-а, била је састављена из 4 општине: Окучани, Пакрац, Дарувар и Грубишно Поље. Међутим, ТО Српске Крајине је контролисала само општину Окучани и део општине Пакрац.

## Становништво
Становништво општина Западне Славоније према попису становништва из 1991. године (напоменимо да бројеви нису одговарали САО Западној Славонији која је углавном обухватала српска насеља општина, а не целе општине у потпуности):
- Пакрац — 7.818 Срба (47,76%), 5.619 Хрвата (34,33%), 2.930 осталих (17,91%)
- Дарувар — релативна српска већина
- Грубишно Поље — релативна хрватска већина